# 김완기 (희극인)
김완기(1979년 9월 19일 ~ )는 대한민국의 개그맨이다.

## 생애
2003년 연극배우 첫 데뷔하였고 이듬해 2004년 MBC 개그맨 14기 공채로 정식 데뷔하였다. 그리고 현재 지금 서울특별시에서 거주하고 있다.

## 학력
- 동아방송예술대학교 영화예술학과 전문학사 졸업

## 출연작

### 예능
- 《코미디하우스》 (MBC)
- 《코미디쇼 웃으면 복이 와요》 (MBC)
- 《웃는 DAY》 (MBC)
- 《개그야》 (MBC)
- 《기분좋은 날》 (MBC)
- 《웃고 또 웃고》 (MBC)
- 《무조건 기준! 그 속이 알고 싶다》 (Y-STAR)
- 《리얼개그 무리한 첫경험》 (Y-STAR)
- 《파니와 부르도의 브라더극장》 (SBS Plus)
- 《코미디 빅리그 시즌 3》 (tvN)
- 《뮤직 코믹쇼》 (MBC Music)
- 《토요일 톡리그》 (tvN)
- 《코미디에 빠지다》 (MBC)
- 《코미디의 길》 (MBC)
- 《2014/2015 바스켓 W》 (KBS N SPORTS)
- 《웃음을 찾는 사람들》 (SBS)
- 《코미디 파티》 (전주MBC)
- 《안전 블랙박스》 (EBS1)

### 드라마
- 《천하무적 이평강》 (2009년, KBS2)
- 《오작교 형제들》 (2011년, KBS2)
- 《초인시대》 (2015년, tvN)
- 《역적 : 백성을 훔친 도적》 (2017년, MBC) - 문지기 1 역
- 《열혈사제》 (2019년, SBS) - 춘천지방검찰청 영월지청 직원 역 (특별출연)

### 뮤지컬
- 《풋루스 비트업》 (2010년) - 윌라드 역.

### 스포츠
- 《아이 러브 베이스볼》 (2013년 ~ 현재, KBS N 스포츠) - 미스 앤 나이스

### 라디오
- 《강석 김혜영의 싱글벙글쇼》 (MBC 표준FM)

## 수상 내역
- 2005년 MBC 방송연예대상 코미디/시트콤부문 남자 신인상
- 2006년 MBC 방송연예대상 코미디/시트콤부문 남자 우수상
- 2012년 MBC 방송연예대상 코미디/시트콤부문 남자 우수상